# Slaget vid Roncesvalles
Vid slaget vid Roncesvalles (Roncevaux på franska, Orreaga på baskiska) år 778 sågs en stor styrka kristna basker anfalla Karl den stores  armé. De låg i bakhåll vid bergspasset Roncesvalles, ett högt bergpass i Pyrenéerna vid den nuvarande gränsen mellan Frankrike och Spanien, efter frankerkungens invasion av Iberiska halvön.
Baskernas attack var en hämnd för Karl den stores förstörelse av stadsmuren i deras huvudstad Pamplona. Sedan frankerna retirerat över Pyrenéerna tillbaka till Frankrike gjorde en eftertrupp med frankiska riddare en avstickare, och krossades. 
Slaget konsekrerade de relativt obskyra paladinerna, däribland riddaren Roland. De blev till urtypen för riddare, och influerade galanteriets kod under medeltiden. Det finns ett stort antal skriftliga verk om slaget, varav en del ändrar händelseförloppet. Slaget skildras i 1100-talsdikten Rolandssången, ett av de äldsta större verken inom den franska litteraturen. Den rasande Roland är ett senare verk från 1500-talets italienska renässans, vilket spinner vidare på temat. Bland moderna tolkningar av slaget återfinns böcker, pjäser och fiktiva verken, liksom monument i Pyrenéerna.